# Smörgåskattsparadoxen

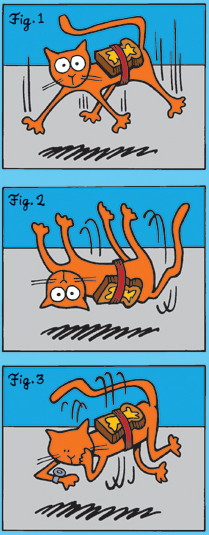
Tankeexperimentet

Smörgåskattsparadoxen är en skämtsam paradox som baserar sig på de två uppfattningarna att:
- Katter alltid landar på fötterna
- Smörgåsar alltid landar med smöret mot underlaget

Paradoxen uppkommer när man frågar sig vad som händer om man sätter fast en smörgås med smöret upp på en kattrygg och låter katten falla från en hög höjd. 

## Tankeexperiment
Vissa personer hävdar skämtsamt att experimentet kommer att producera någon slags upphävande av tyngdkraften. Eftersom ingen av de två sidorna kan hamna nedåt kommer katten att retardera och till slut stanna roterande en bit över marken, eftersom båda sidor försöker hamna underst. 

## I populärkultur
- I juni 2003 vann Kimberly Miner ett studentpris för sin film Perpetual Motion. [2] Miner baserade filmen på en uppsats skriven av en gymnasiekompis som utforskade möjliga följder av smörgåskatten.[3][4]
- I avsnitt 28 av MythBusters (2005), utfördes tankeexperimentet med en smörgåskatt i verkligheten.
- I serietidningen Jack B. Quick försöker huvudkaraktären testa vad som händer, med resultatet att katten hamnar svävande över marken, men kan förflytta sig genom att vifta på svansen. Till slut kraschar katten efter att ha slickat smöret av smörgåsen.
- Webbserien Bunny presenterade 2005-03-31 en plan för evig kraftförsörjning baserat på en katt och en smörgås. [5]

- I Science Askew, Donald E. Simanek kommenterar smörgåskatter.  [6]